# إملي نصر الله
إميلي داود نصر الله (6 يوليو 1931 - 13 مارس 2018) أديبة وناشطة نسوية، نشات في لبنان نشرت عددًا من الروايات والمجموعات القصصية للأطفال وحصلت على جوائز عديدة منها جائزة الشاعر سعيد عقل في لبنان وجائزة مجلة فيروز وجائزة جبران خليل جبران من رابطة التراث العربي في أستراليا وجائزة مؤسسة (بالإنجليزية:  IBBY)‏ العالمية لكتب الأولاد على رواية «يوميَّات هرّ».
تخرجت في كلية بيروت للبنات (الجامعة اللبنانية الأمريكية الآن) وحصلت على شهادة جامعية في الآداب عام 1956، ثم تابعت دراستها للحصول على درجة البكالوريوس في التربية والأدب من الجامعة الأمريكية في بيروت عام 1958. نالت إشادات بكتاباتها مع نشر روايتها الأولى طيور سبتمبر عام 1962.
كانت كاتبة غزيرة الإنتاج، نشرت العديد من الروايات وقصص الأطفال ومجموعات القصص القصيرة التي تتناول مواضيع مثل الأسرة والحياة القروية والحرب والهجرة وحقوق المرأة. كان ذلك الأخير موضوعًا حافظت على دعمه طوال حياتها.

إميلي نصر الله في شبابها

## سيرتها

### النشأة
ولدت إميلي داود أبي راشد في قرية كوكبا الصغيرة، وترعرعت في الكفير (عند السفح الغربي لجبل الشيخ في جنوب لبنان) في 6 يوليو 1931. وكان والداها لطفة أبو نصر وداود أبي راشد. نشأت وهي الأخت الكبرى من بين ستة أطفال، وعملت في حقول القرية مع والديها، وتردد صدى تلك التجربة لاحقًا في كتاباتها. شاهدت القرية وهي تفرغ من سكانها وأفراد العائلة يهاجرون بحثًا عن مراعي أكثر خضرة خاصة أن القرية لم تقدم آفاقًا تعليمية ومهنية كافية لسكانها.
استقبلت مدرسة الكفير العامة الطلاب ابتداء من سن السادسة، لكن شغف الطفلة البالغة من العمر أربع سنوات بالتعلم دفعها إلى التنصت على الفصول الدراسية، حيث كانت المدرسة مجاورة لمنزل والديها. كانت تقرأ القصائد والقصص التي تسمعها لوالدها وأصدقائه
أبدى خالها، أيوب أبو نصر، زميل رابطة شعراء المهجر بنيويورك، اهتمامًا خاصًا بتعليمها عندما عاد من الهجرة بسبب مرض عصبي. سرعان ما أدرك موهبتها وشجعها على التعلم، على سبيل المثال كان يطلب منها كتابة مقالات وصفية عن جبل حرمون لتوسيع خيالها وتعزيز مهاراتها في الكتابة.

### الشباب والمدرسة الداخلية
بعد أن أنهت دراستها في المدرسة الابتدائية العامة بالقرية التي كانت تقدم التعليم فقط حتى الصف الثالث الابتدائي في ذلك الوقت،
كتبت نصر الله رسالة إلى خالها الثاني، وهو رجل أعمال مغترب في ولاية فيرجينيا الغربية، أعربت فيها عن اهتمامها بمتابعة التعليم العالي وشرحت الظروف المالية الصعبة التي تعيشها أسرتها والتي منعتها من دفع رسوم الدراسة. لبى عمها رغبتها ودفع مصاريفها الدراسية.
غادرت مسقط رأسها عندما كانت في السادسة عشرة من عمرها لمتابعة تعليمها في كلية الشويفات الوطنية، وهي مدرسة داخلية في ضواحي بيروت.
درست في مدرسة الشويفات لمدة أربع سنوات، خلال هذه الفترة تعمق شغفها بالأدب حيث أصبحت قارئة نهمة. عوضت عن عدم وجود مكتبة في بلدتها بقضاء ساعات طويلة في مكتبة مدرسة الشويفات. نظرًا لعدم امتلاكها المال الكافي لشراء الكتب، قامت بتهريب بعض كتب ميخائيل نعيمة وخليل جبران - مما سيؤثر بشكل كبير على كتاباتها لاحقا - من مكتبة الكلية لقراءتها في غرفتها.
وأثنت نصر الله على نسيم ناصر، مدرس اللغة العربية، لمساعدته لها في تطوير مهاراتها في الكتابة وتوجيهها من خلال «نقده اللاذع بقلم التصحيح الأحمر». وكان ناصر أول من نشر كتاباتها في التلغراف، وهي مجلة بيروتية محلية، في عامي 1949 و 1950. كما شجعها واختارها للمشاركة في مسابقات التأليف والخطابة.

### الكلية والمسيرة
بعد التخرج، أراد والدا نصر الله أن تعود إلى الكفير وتدرس في مدرسة القرية لأنهم لم يرغبوا في أن تعيش بمفردها في المدينة. قررت خلاف ذلك وعادت إلى بيروت حيث درست لأطفال إدفيك شيبوب. عرضت عليها إدفيك، رئيسة تحرير مجلة «صوت المرأة»، فرصة نشر مقالات في مجلتها وشجعتها على الاستقرار في بيروت.
في عام 1955، عرضت أمل مقدسي قرطاس (مديرة المدرسة الأهلية) على نصر الله وظيفة وسكنًا في مدرسة وادي أبو جميل. كانت تدرس لمدة ساعتين يوميًا في المدرسة، وتتلمذت على يديها الكاتبة اللبنانية حنان الشيخ. لم تتمكن من دفع رسوم تعليمها الجامعي وحصلت على مساعدة مالية من صديقتها وزميلتها في المدرسة الأهلية، جليلة سرور.
استمرت في العمل بالتدريس وكتابة المقالات في «صوت المرأة» وعملت في الإذاعة اللبنانية مقابل تسديد ديونها ودفع مصاريف تعليمها الجامعي في كلية بيروت للنساء والجامعة الأمريكية في بيروت حيث سعت للحصول على درجة بكالوريوس الآداب في التربية والأدب عام 1958.

### الصحافة
في عام 1955، تعرفت نصر الله على الصحافية جاكلين نحاس، والتي عملت في دار نشر الصياد، وبدأت مسيرتها التي استمرت لـ15 سنة في الكتابة بقسم أخبار المجتمع؛ كما ساهمت بمقالات في جريدة الأنوار. عملت بين عامي 1973 و1975 كمستشارة للثقافة والعلاقات العامة في كلية بيروت الجامعية قبل التحاقها بمجلة فيروز من عام 1981 حتى عام 1987 كمحررة مقالات.

### الحياة الشخصية
تزوجت إميلي من فيليب نصر الله، وهو (كيميائي من زحلة) عام 1957 بينما كانت لا تزال في الكلية. أنجب الزوجان أربعة أبناء: رمزي ومها وخليل ومنى. لم تغادر بيروت أبدًا، حتى في ذروة الحرب الأهلية اللبنانية.

## الجوائز والتكريمات
ظهرت «يوميات هر» على قائمة شرف المجلس الدولي لكتب الشبان لعام 1998. يصور الكتاب أهوال الحرب في بيروت من وجهة نظر زيكو، وهو قط سيامي وصديقته الفتاة منى.
في 28 أغسطس 2017، منح معهد جوته نصر الله ميدالية جوته، وهي وسام رسمي من جمهورية ألمانيا الاتحادية لتكريم غير الألمان لمساهماتهم الجديرة بالتقدير بالتوافق مع روح المعهد.
في 6 شباط 2018، منحها الرئيس ميشال عون وسام الأرز من رتبة كومندور. لأسباب صحية، لم تتمكن نصر الله من حضور حفل توزيع الجوائز المقرر إقامته في القصر الجمهوري، أرسل الرئيس عون وزير العدل سليم جريصاتي لتمثيله في منزل نصر الله، حيث أقيمت مراسم إعطائها الوسام.
حصلت على جوائز وتكريمات أخرى من بينها
- 1962 - جائزة أصدقاء الكتاب -(طيور أيلول)
- جائزة مجلة فيروز - «رياح جنوبية»

## مؤلفاتها
- طيور أيلول (رواية)[22]
- شجرة الدفلى (رواية)[23]
- الرهينة (رواية)[24]
- تلك الذكريات (رواية)[25]
- الجمر الغافي (رواية)[26]
- وصارت الصخور فراشات (قصص قصيرة)[27]
- روت لي الأيام (قصة قصيرة)
- الينبوع (قصة قصيرة)[28]
- المرأة في 17 قصة (قصة قصيرة)[29]
- خبزنا اليومي (قصة قصيرة)[30]
- لحظات الرحيل (قصة قصيرة)
- الليالي الغجرية (قصة قصيرة)[31]
- الطاحونة الضائعة (قصة قصيرة)[32]
- أوراق منسية (قصة قصيرة)
- أسود وأبيض (قصة قصيرة)[33]
- رياض جنوبية (قصة قصيرة)
- الباهرة (قصة أطفال)[34]
- شادي الصغير (قصة أطفال)[35]
- يوميات هر (قصة أطفال)[36]
- جزيرة الوهم (قصة أطفال)[37]
- على بساط الثلج (قصة أطفال)[38]
- أندا الخوتا (قصة أطفال)
- أين نذهب أندا؟ (قصة)
- نساء رائدات من الشرق والغرب _ 6 _ أجزاء[39][40]
- في البال[41]
- الإقلاع عكس الزمن[42]
- ألوان وظلال
- رحلة فوق النيل[43]
- ما حدث في جزر تامايا[44]